# 산타 마리아 델레 그라치에 교회 (밀라노)

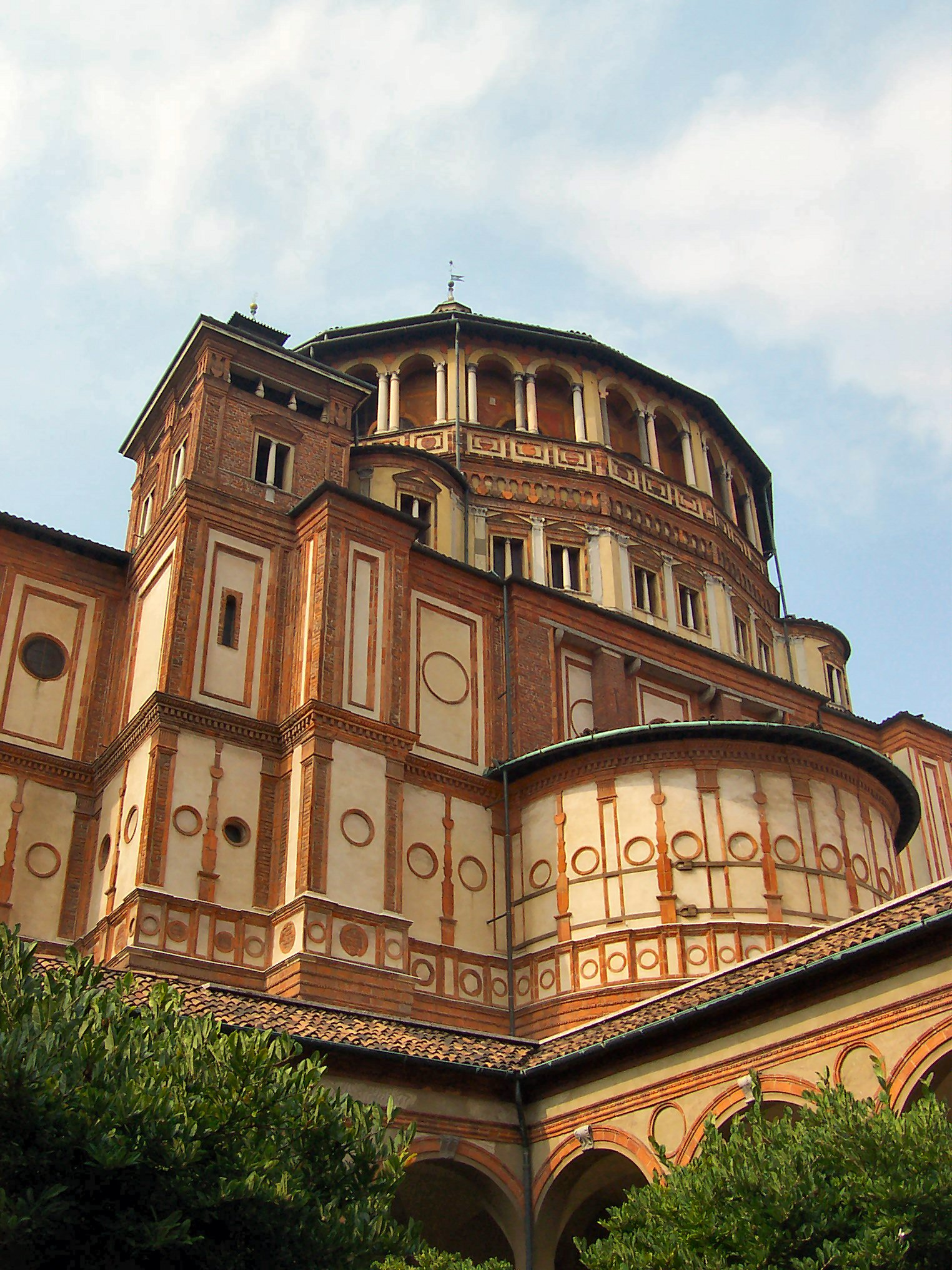

산타 마리아 델레 그라치에 교회(이탈리아어: Chiesa di Santa Maria delle Grazie)는 이탈리아 밀라노에 있는 교회로, 도미니코 수도회에 속하는 로마 가톨릭 교회의 성당이다. 레오나르도 다 빈치의 최후의 만찬은 수도원에 있는 식당의 벽화이며, 세계 유산에 등록되어 있다.